# الجمعية السعودية للهندسة المدنية
الجمعية السعودية للهندسة المدنية (بالإنجليزية: Saudi Society of Civil Engineering) هي جمعية علمية تأسست عام 2000، وتهتم بتخصص الهندسة المدنية ومجالاتها، تتبع كلية الهندسة بجامعة الملك عبد العزيز بجدة بالمملكة العربية السعودية.

## التأسيس
أنشأت بقرار مجلس جامعة الملك عبد العزيز رقم (29) في جلسته الثانية للعام الجامعي 1421هـ 1422هـ المنعقد بتاريخ 11 شعبان 1421هـ الموافق 7 نوفمبر 2000 القاضي بتأسيس الجمعية السعودية للهندسة المدنية كجمعية علمية مهنية تعنى بشؤون الهندسة المدنية.

## الأهداف
1. تنميه الفكر العلمي في مجال الهندسة المدنية والعمل على تطويره وتنشيطه ونشره.
2. تحقيق التواصل العلمي والمهني لأعضاء الجمعية.
3. تقديم المشورة العلمية والنظرية والتطبيقية في مجال الهندسة المدنية.
4. تشجيع استعمال اللغة العربية في مجالات وأنشطة الهندسة المدنية.
5. رفع مستوى الأداء العلمي والمهني لأعضاء الجمعية.
6. تيسير تبادل الإنتاج العلمي والأفكار العلمية والتعاون في مجال اهتمامات الجمعية بين الهيئات والمؤسسات المعنية داخل المملكة وخارجها.